# Slag bij Florennes
De Slag bij Florennes was een veldslag die op 12 september 1015 werd uitgevochten tussen graaf Lambert I van Leuven en graaf Godfried II van Verdun, die de steun had van keizer Hendrik II de Heilige. 
De strijd ging over de aanspraak op de titel en positie van hertog van Neder-Lotharingen, die vacant was geworden door het kinderloos overlijden van Otto II van Neder-Lotharingen, vermoedelijk in 1012. De keizer benoemde Godfried tot hertog, maar Lambert maakte ook aanspraak op de titel, waarmee de Neder-Lotharingse successieoorlog ontstond. Godfried belegerde daarop Leuven, maar zonder succes. Vervolgens viel Lambert Godfrieds bondgenoot Luik aan, dat hij versloeg in de slag bij Hoegaarden (1013). Daarop annexeerde Leuven het graafschap Bruningerode.
Lambert moest het onderspit delven, daar hij sneuvelde op het slagveld. Zijn zoon en opvolger Hendrik I van Leuven zette de strijd nog voort tot 1018, toen hij vrede sloot met Godfried en hem erkende als hertog van Neder-Lotharingen.